# Сандул-Стурдза Яків Тимофійович
Яків Тимофійович Санду́л-Стурдза (1756, село Козацьке, Чернігівська губернія — не раніше 1810) — український лікар (можливо, молдавського походження [джерело?]), родом із Чернігівщини. Автор першого в Російській імперії дослідження прокази.

## З життєпису
Середню освіту здобув протягом 1769—1777 років у Чернігівському колегіумі. З 1777 по 1779 роки навчався у госпітальній школі у Москві.
В 1779 році призначений в армію помічником лікаря.
В січні 1782 року вступив до Петербурзької медичної школи для завершення освіти.
В 1783 році дістав звання лікаря і працював на півдні України, включаючи Крим, де вивчав проказу. Результати спостережень виклав у дисертації, яку захистив 1789 року. Це було перше дослідження прокази в Російській імперії.
1799 року був призначений інспектором (керівником) Лікарської Управи Слобідської України в Харкові.